# U potrazi za Ivanom
U potrazi za Ivanom, hrvatski dokumentarni film iz 2008. godine redateljice i scenaristice Nane Šojlev. Film se bavi manje poznatom stranom najveće hrvatske spisateljice Ivane Brlić-Mažuranić. Snimljen je povodom njene 70. obljetnice smrti. U tome se koriste pismima i dnevničkim zapisima, koje su za potrebe snimanja priskrbile ustanove koje čuvaju pisanu i materijalnu ostavštinu obitelji Mažuranić i Brlić. Snimljen je na lokacijama u Ogulinu, Zagrebu, Slavonskom Brodu i Rijeci. U filmu govore Sanja Lovrenčić, Jasna Ažman, Dubravka Zima i Diana Zalar.